# Маја Виденовић
Маја Виденовић (30. април 1979) је српска политичарка. У Народној скупштини Србије је највећи део од 2008. године радила као посланик Демократске странке (ДС).

## Рани живот и каријера
Виденовић је рођена у Београду, тада у саставу Социјалистичке Републике Србије у Социјалистичкој Федеративној Републици Југославији. Учествовала је у демонстрацијама 1996–1997 против режима Слободана Милошевића, организујући опозиционе догађаје у својој средњој школи. Касније је дипломирала на Правном факултету Универзитета у Београду.

## Политичка каријера
Виденовић је била одборник у Скупштини града Београда и Скупштини општине Нови Београд од 2004. до 2008. године. Од 2007. до 2011. била је потпредседница Градског одбора ДС-а у Београду.
Заузела је 173. место на изборној листи Демократске странке на парламентарним изборима 2003. и четрдесет осмо место на изборима 2007. Листе су освојиле тридесет седам, односно шездесет четири мандата, а она ниједном приликом није изабрана у скупштинску делегацију странке. (Од 2000. до 2011. посланички мандати су се додељивали странкама или коалицијама спонзорима, а не појединачним кандидатима, а уобичајена је била пракса да се мандати распоређују по бројчаном редоследу. Виденовићева бројчана позиција на листама није имала технички утицај на то да ли или није добила мандат)
Добила је двадесету позицију на листи Демократске странке За европску Србију на парламентарним изборима 2008. Листа је освојила 102 од 250 места, а она је овом приликом изабрана да буде у скупштини. Након продужених преговора, Демократска странка је дошла на чело коалиционе владе, а Виденовић је била у скупштини као присталица владе.
Изборни систем Србије је поново реформисан 2011. године, тако да су посланички мандати додељени по нумеричком реду кандидатима на успешним листама. Виденовић је добила педесет и трећу позицију на листи Демократске странке - Избор за бољи живот и поново је изабрана када је листа освојила шездесет седам мандата. Српска напредна странка и Социјалистичка партија Србије формирале су нову владу после избора, а ДС је прешла у опозицију.
Виденовић је промовисана на тридесет трећу позицију на листи ДС-а за парламентарне изборе 2014. године. Листа је освојила само деветнаест мандата, а она није враћена. Подржала је лидера странке Драгана Ђиласа против Бојана Пајтића 2014. године; Пајтић је био успешан, поставши нови лидер странке на делегираном гласању 2. јуна. Истог дана, Виденовић је изабрана за једног од пет потпредседника странке. Она је 2015. године бранила Сашу Јанковића од критика владајуће напредне странке. За изборе 2016. унапређена је на девету позицију и изабрана је у трећи скупштински мандат када је листа ДС освојила шеснаест мандата. Странка је наставила да служи у опозицији током овог периода.
Тренутно је заменик председника скупштинског одбора за људска и мањинска права и родну равноправност; заменик члана Одбора за дијаспору и Србе у региону, Одбора за културу и информисање, Одбора за европске интеграције и Одбора за контролу служби безбедности; члан делегације Србије у парламентарној димензији Централноевропске иницијативе и члан парламентарних група пријатељства са Израелом, Италијом, Сједињеним Америчким Државама, Француском, Хрватском и Шпанијом.